# Geneviève Couteau
Geneviève Couteau, née le 25 mars 1925 à Paris et morte le 17 décembre 2013 à Cugand,,, est une artiste peintre, dessinatrice, graveuse et décoratrice de théâtre.

## Expositions particulières
- Paris : 1960, 1963, 1966, 1968, 1973, 1974, 1977, 1979, 1989, 1992.
- Berlin : invitée officielle de la ville de Berlin-ouest, réalise les vitraux du Krematorium de Berlin, 1965, 1967, 1979.
- Venise : 1968, Rétrospective de l’œuvre graphique au musée "Bevilacqua la masa"
- Athènes : 1963, 1979
- Mykonos : 1975, 1985, 1986, 1987, 1989, 1990, 1991, 1993, 1994.
- Londres : 1977, 1993.
- New-York : 1967.
- Belgique : 1985, 1986, 1987, 1988, 1990, 1991, 1993.
- Genève, Bâle, Zurich, Lausanne, Neuchâtel : 1961, 1966, 1978, 1979, 1986, 1988.
- Nantes, Galerie Much : 1979, 1981, 1982, 1984, 1986, 1988, 1991, 1993, 1994.
- Clermont-Ferrand, galerie Jean-Jury : 1984, 1986, 1989, 1992.
- Quimper, galerie de l'Epée : 1984, 1986, 1989.
- Mougins : 1994 Galerie du Crescendo.
- et d'autres villes françaises et étrangères : Cologne, Aix-la-Chapelle, Ankara, Smyrne, Bangkok, Vientane, Graz, Leoben, La Rochelle, Toulouse, Lyon, Roanne .

En 1968 et 1972, invitée officiellement au Laos, s'y livre à une étude qui déterminera l'orientation de son travail . En 1972, 1976, 1982, 1989 elle travaille à Bali, Indonésie.

## Hommages
En 1979, la poétesse Jeanne Bluteau lui consacre un poème de son recueil Petite Navigation celtique. La nouvelle médiathèque de Clisson, ouverte en 2013, est nommée en son honneur.